# Vranjak Žumberački
Vranjak Žumberački is een plaats in de gemeente Krašić in de Kroatische provincie Zagreb. De plaats telt 5 inwoners (2001).